# Amplituda
Amplituda – wspólna nazwa kilku blisko powiązanych pojęć matematycznych, stosowanych głównie w fizyce, naukach technicznych i naukach o Ziemi. We wszystkich tych przypadkach amplituda to pewna liczba rzeczywista charakteryzująca pewną funkcję rzeczywistą, na przykład:
- funkcję okresową opisującą drgania;
- ciąg wyników pomiarów.

## Fizyka i jej zastosowania

Napięcie sinusoidalne: 1) amplituda, 2) wartość międzyszczytowa, 3) wartość skuteczna, 4) okres

W formalnym opisie drgań amplituda jest liczbą nieujemną określająca wielkość przebiegu funkcji okresowej. Jednostka amplitudy zależy od rodzaju ruchu drgającego:
- dla drgań mechanicznych jednostką może być metr, jednostka gęstości lub ciśnienia, np. dla fali podłużnej;
- dla fali elektromagnetycznej tą jednostką jest V/m.

### Drgania harmoniczne
W drganiach harmonicznych – np. przebiegach sinusoidalnych – amplituda {\displaystyle A} jest maksymalną wartością tego przebiegu:
{\displaystyle y=A\sin(\omega t+\varphi )\quad {}}
Amplituda może być przykładowo największym wychyleniem z położenia równowagi w ruchu drgającym i w ruchu falowym.

### Inne zjawiska okresowe
Dla innych funkcji okresowych amplituda to połowa różnicy między maksimum a minimum. Przykładowo dla funkcji ze składową stałą, amplituda dotyczy tylko części sinusoidalnej:
{\displaystyle y=A\sin(\omega t+\varphi )+B\quad {}}
Amplitudą w tym przypadku nie jest {\displaystyle A+B,} a tylko wartość {\displaystyle A.}

## W meteorologii i klimatologii
W tym wypadku pojęcie amplitudy stosuje się do opisu zjawisk, które nie mają ściśle okresowego charakteru. Amplituda jest wówczas różnicą między maksymalnymi i minimalnymi wartościami liczb charakteryzujących przebieg jakiegoś parametru pogody w odniesieniu do badanego okresu (doby, miesiąca, roku itd.). Pojęcie to odnosi się również do wahań wartości średnich w badanym okresie. Parametrami, których zmienność charakteryzują amplitudy dobowe, miesięczne, roczne są m.in.: temperatura, ciśnienie, wilgotność, nasłonecznienie, ilość opadów itd.

## Błędy w definiowaniu amplitudy
Pojęcie amplitudy bywa mylnie określane jako różnica pomiędzy maksymalną a minimalną wartością przebiegu (czyli według tej definicji wynosiłaby {\displaystyle 2A} – jest to amplituda szczytowo-siodłowa).
Nieprawdziwe jest również definiowanie amplitudy jako wartości średniej z modułów maksymalnej i minimalnej wartości przebiegu (czyli {\displaystyle {\tfrac {|y_{max}|+|y_{min}|}{2}}}); taka definicja jest słuszna jedynie dla przebiegów symetrycznych np. sinusoidalnego z równania (1), gdyż wówczas {\displaystyle |y_{max}|=|y_{min}|.}